# Apiognomonia
Apiognomonia Höhn. – rodzaj grzybów z klasy Sordariomycetes. Grzyby mikroskopijne, pasożyty i saprotrofy roślin, wywołujące u nich grzybowe choroby roślin zwane antraknozami. Wśród roślin uprawnych i drzew leśnych w Polsce wywołują zasychanie liści czereśni, antraknozę platana i antraknozę drzew liściastych.

## Systematyka i nazewnictwo
Pozycja w klasyfikacji według Index Fungorum: Gnomoniaceae, Diaporthales, Diaporthomycetidae, Sordariomycetes, Pezizomycotina, Ascomycota, Fungi.

## Gatunki
- Apiognomonia acerina (Starbäck) M. Monod 1983
- Apiognomonia alniella (P. Karst.) Höhn. 1920
- Apiognomonia austriaca Petr. 1959
- Apiognomonia borealis (J. Schröt.) M. Monod 1983
- Apiognomonia catappae (Koord.) M. Monod 1983
- Apiognomonia duschekiae Lar.N. Vassiljeva & S.L. Stephenson 2011
- Apiognomonia errabunda (Roberge ex Desm.) Höhn. 1918
- Apiognomonia erythrostoma (Pers.) Höhn. 1918
- Apiognomonia fakirovae Stoykov 2005
- Apiognomonia hystrix (Tode) Sogonov 2008
- Apiognomonia inaequalis (Auersw.) Höhn. 1918
- Apiognomonia magnoliae (M.E. Barr) M.E. Barr 1991
- Apiognomonia manihotis (Punith.) M. Monod 1983
- Apiognomonia myricae (Cooke & Ellis) Dennis 1977
- Apiognomonia ostryae (De Not.) M. Monod 1983
- Apiognomonia petiolicola (Fuckel) M. Monod 1983
- Apiognomonia ribis (M.E. Barr) M. Monod 1983
- Apiognomonia righettii M. Monod 1984
- Apiognomonia rigniacensis (Sacc. & Flageolet) M. Monod 1983
- Apiognomonia sanwalii (E. Müll.) M. Monod 1983
- Apiognomonia supraseptata S. Kaneko & Tak. Kobay. 1984
- Apiognomonia terminaliae Katum. & Y. Harada 1979
- Apiognomonia veneta (Sacc. & Speg.) Höhn. 1920

Nazwy naukowe na podstawie Index Fungorum. Uwzględniono tylko taksony zweryfikowane.